# Чемпионат мира по футболу 2002 (отборочный турнир, УЕФА, группа 6)
Группа 6 отборочного турнира зоны УЕФА к чемпионату мира 2002 года состояла из шести команд: Бельгии, Латвии, Сан-Марино, Хорватии и Шотландии. Матчи в группе проходили со 2 сентября 2000 года по 6 октября 2001 года.
Сборная Хорватии выиграла группу, не проиграв ни одной встречи, и квалифицировалась на чемпионат мира. Сборная Бельгии заняла 2-е место и прошла в стыковые матчи. Сборная Шотландии утратила почти все шансы в предпоследнем туре и не попала на чемпионат мира.

## Результаты
| Итоговое положение | Итоговое положение | Итоговое положение | Итоговое положение | Итоговое положение | Итоговое положение | Итоговое положение | Итоговое положение | Итоговое положение | Итоговое положение |  |               |              |                |             |                 |  |   | Дома | Дома | Дома | Дома | Дома | Дома | Дома | В гостях | В гостях | В гостях | В гостях | В гостях | В гостях | В гостях |
| Место              | Команда            | И                  | В                  | Н                  | П                  | ГЗ                 | ГП                 | ГР                 | О                  |  | Флаг Хорватии | Флаг Бельгии | Флаг Шотландии | Флаг Латвии | Флаг Сан-Марино |  | И | В    | Н    | П    | ГЗ   | ГП   | О    | И    | В        | Н        | П        | ГЗ       | ГП       | О        |          |
| 1.                 | Хорватия           | 8                  | 5                  | 3                  | 0                  | 15                 | 2                  | +13                | 18                 |  | -             | 1:0          | 1:1            | 4:1         | 4:0             |  | 4 | 3    | 1    | 0    | 10   | 2    | 10   | 4    | 2        | 2        | 0        | 5        | 0        | 8        |          |
| 2.                 | Бельгия            | 8                  | 5                  | 2                  | 1                  | 25                 | 6                  | +19                | 17                 |  | 0:0           | -            | 2:0            | 3:1         | 10:1            |  | 4 | 3    | 1    | 0    | 15   | 2    | 10   | 4    | 2        | 1        | 1        | 10       | 4        | 7        |          |
| 3.                 | Шотландия          | 8                  | 4                  | 3                  | 1                  | 12                 | 6                  | +6                 | 15                 |  | 0:0           | 2:2          | -              | 2:1         | 4:0             |  | 4 | 2    | 2    | 0    | 8    | 3    | 8    | 4    | 2        | 1        | 1        | 4        | 3        | 7        |          |
| 4.                 | Латвия             | 8                  | 1                  | 1                  | 6                  | 5                  | 16                 | -11                | 4                  |  | 0:1           | 0:4          | 0:1            | -           | 1:1             |  | 4 | 0    | 1    | 3    | 1    | 7    | 1    | 4    | 1        | 0        | 3        | 4        | 9        | 3        |          |
| 5.                 | Сан-Марино         | 8                  | 0                  | 1                  | 7                  | 3                  | 30                 | -27                | 1                  |  | 0:4           | 1:4          | 0:2            | 0:1         | -               |  | 4 | 0    | 0    | 4    | 1    | 11   | 0    | 4    | 0        | 1        | 3        | 2        | 19       | 1        |          |

## Матчи
| Бельгия | 0:0   | Хорватия |
| ------- | ----- | -------- |
|         | Отчёт |          |

| Латвия | 0:1   | Шотландия       |
| ------ | ----- | --------------- |
|        | Отчёт | Нил Маккенн 89′ |

| Латвия | 0:4   | Бельгия                                                                  |
| ------ | ----- | ------------------------------------------------------------------------ |
|        | Отчёт | Марк Вильмотс 5′ · Боб Петерс 13′ · Юрген Кавенс 83′ · Герт Верхейен 90′ |

| Сан-Марино | 0:2   | Шотландия                            |
| ---------- | ----- | ------------------------------------ |
|            | Отчёт | Мэтт Эллиотт 71′ · Дон Хатчинсон 73′ |

| Хорватия        | 1:1   | Шотландия          |
| --------------- | ----- | ------------------ |
| Ален Бокшич 16′ | Отчёт | Кевин Галлахер 24′ |

| Сан-Марино | 0:1   | Латвия               |
| ---------- | ----- | -------------------- |
|            | Отчёт | Александр Елисеев 9′ |

| Бельгия | 10:1  | Сан-Марино      |
| --- | ----- | --------------- |
| Ив Вандерхаге 10′, 50′ · Эмиль Мпенза 13′ · Барт Гор 26′, 60′ · Вальтер Басседжо 64′ · Марк Вильмотс 72′ · Боб Петерс 76′, 84′, 88′ | Отчёт | Анди Сельва 90′ |

| Хорватия                                        | 4:1   | Латвия              |
| ----------------------------------------------- | ----- | ------------------- |
| Бошко Балабан 8′, 42′, 45′ · Давор Вугринец 89′ | Отчёт | Андрей Штолцерс 60′ |

| Шотландия                  | 2:2   | Бельгия                                    |
| -------------------------- | ----- | ------------------------------------------ |
| Билли Доддс 2′, 27′ (пен.) | Отчёт | Марк Вильмотс 58′ · Даниэль ван Бюйтен 90′ |

| Шотландия                                                   | 4:0   | Сан-Марино |
| ----------------------------------------------------------- | ----- | ---------- |
| Колин Хендри 22′, 33′ · Билли Доддс 34′ · Колин Кэмерон 63′ | Отчёт |            |

| Латвия           | 1:1   | Сан-Марино         |
| ---------------- | ----- | ------------------ |
| Марьян Пахарь 1′ | Отчёт | Никола Альбани 59′ |

| Хорватия                                                                           | 4:0   | Сан-Марино |
| ---------------------------------------------------------------------------------- | ----- | ---------- |
| Горан Влаович 3′ · Бошко Балабан 29′ · Давор Шукер 54′ (пен.) · Давор Вугринец 89′ | Отчёт |            |

| Бельгия                                                            | 3:1   | Латвия            |
| ------------------------------------------------------------------ | ----- | ----------------- |
| Марк Вильмотс 2′ · Эмиль Мпенза 12′ · Михаил Землинский 50′ (авт.) | Отчёт | Марьян Пахарь 52′ |

| Латвия | 0:1   | Хорватия          |
| ------ | ----- | ----------------- |
|        | Отчёт | Бошко Балабан 40′ |

| Сан-Марино      | 1:4   | Бельгия                                                            |
| --------------- | ----- | ------------------------------------------------------------------ |
| Анди Сельва 11′ | Отчёт | Марк Вильмотс 10′, 89′ (пен.) · Герт Верхейен 60′ · Весли Сонк 68′ |

| Шотландия | 0:0   | Хорватия |
| --------- | ----- | -------- |
|           | Отчёт |          |

| Сан-Марино | 0:4   | Хорватия                                                                 |
| ---------- | ----- | ------------------------------------------------------------------------ |
|            | Отчёт | Нико Ковач 40′ · Роберт Просинечки 48′ (пен.), 90′ · Звонимир Сольдо 77′ |

| Бельгия                               | 2:0   | Шотландия |
| ------------------------------------- | ----- | --------- |
| Нико ван Керкховен 28′ · Барт Гор 90′ | Отчёт |           |

| Хорватия        | 1:0   | Бельгия |
| --------------- | ----- | ------- |
| Ален Бокшич 75′ | Отчёт |         |

| Шотландия                         | 2:1   | Латвия           |
| --------------------------------- | ----- | ---------------- |
| Дуги Фридмен 44′ · Дэвид Уэйр 53′ | Отчёт | Андрей Рубин 21′ |

## Бомбардиры
6 голов
| - Марк Вильмотс |

5 голов
| - Бошко Балабан |

4 гола
| - Боб Петерс |

3 гола
| - Барт Гор | - Билли Доддс |

2 гола
| - Эмиль Мпенза - Ив Вандерхаге - Герт Верхейен | - Ален Бокшич - Роберт Просинечки - Давор Вугринец | - Марьян Пахарь - Анди Сельва - Колин Хендри |

1 гол
| - Вальтер Басседжо - Юрген Кавенс - Весли Сонк - Даниэль ван Бюйтен - Нико ван Керкховен - Нико Ковач - Звонимир Сольдо | - Давор Шукер - Горан Влаович - Александр Елисеев - Андрей Рубин - Андрей Штолцерс - Никола Альбани - Колин Кэмерон | - Мэтт Эллиотт - Дуги Фридмен - Кевин Галлахер - Дон Хатчинсон - Нил Маккенн - Дэвид Уэйр |

Автоголы
| - Михаил Землинский (противник — Бельгия) |

## Рекорды
- Лучшим бомбардиром группы стал Марк Вильмотс, забивший шесть мячей.
- Крупнейшая победа в европейской зоне отборочного турнира была одержана сборной Бельгии над Сан-Марино со счётом 10:1. При этом сборная Сан-Марино впервые забила за 5 лет гол[1].
- Сборная Сан-Марино впервые с 1993 года набрала очки, сыграв вничью с Латвией 1:1[2] и забив свой второй гол в отборочном цикле[3].
- По числу набранных очков Латвия показала худший результат в истории отборов на чемпионат мира, набрав только 4 очка в матче с Сан-Марино и проиграв все остальные матчи.